# 함풍
함풍(咸豊, 1851년 ~ 1861년)은 청나라 문종(文宗) 함풍제(咸豊帝)의 연호이다. 11년 가량 사용하였다.

## 개원
- 도광(道光) 30년 1월 26일[1](그레고리력 1850년 3월 9일)에 연호를 함풍(咸豊)으로 정하고, 다음 해 1월 1일[2](그레고리력 1851년 2월 1일)에 개원함.[3][4][5]

- 함풍(咸豊) 11년 10월 5일[6](그레고리력 1861년 11월 7일)에 연호를 동치(同治)로 정하고, 다음 해 1월 1일[7](그레고리력 1862년 1월 30일)에 개원함.[8][9][5]

## 연대 대조표
| 함풍 | 서기(西紀) | 간지(干支) |
| 원년 | 1851년     | 신해(辛亥) |
| 2년  | 1852년     | 임자(壬子) |
| 3년  | 1853년     | 계축(癸丑) |
| 4년  | 1854년     | 갑인(甲寅) |
| 5년  | 1855년     | 을묘(乙卯) |
| 6년  | 1856년     | 병진(丙辰) |
| 7년  | 1857년     | 정사(丁巳) |
| 8년  | 1858년     | 무오(戊午) |
| 9년  | 1859년     | 기미(己未) |
| 10년 | 1860년     | 경신(庚申) |
| 함풍 | 서기(西紀) | 간지(干支) |
| 11년 | 1861년     | 신유(辛酉) |

## 동시대 연호

### 중국
태평천국(太平天囯)
- 태평천국(太平天囯) (1851년 ~ 1864년)

대성국(大成國)
- 홍덕(洪德) (1855년 ~ 1864년)

기타
- 팽운홍(彭運洪) 홍순(洪順) (1852년)
- 임공(林恭) 천덕(天德) (1853년)
- 황덕미(黃德美) 천덕(天德) (1853년)
- 임만청(林萬靑) 천덕(天德) (1853년)
- 유여천(劉麗川) 천운(天運) (1853년)
- 양용희(楊龍喜) 강한(江漢) (1854년 ~ 1855년)
- 이영화(李永和) 순천(順天) (1859년 ~ 1862년)
- 주명월(朱明月) 강한(江漢) (1859년 ~ 1864년)
- 송계붕(宋繼鵬) 천종(天縱) (1860년 ~ 1863년)

### 베트남
- 뜨득(嗣德) (1848년 ~ 1883년)

### 일본
- 가에이(嘉永) (1848년 ~ 1854년)
- 안세이(安政) (1854년 ~ 1860년)
- 만엔(萬延) (1860년 ~ 1861년)
- 분큐(文久) (1861년 ~ 1864년)

### 란방공화국
- 난방(蘭芳) (1777년 ~ 1884년)

## 같이 보기
- 중국의 연호 목록